# Lessard-et-le-Chêne
Lessard-et-le-Chêne és un municipi francès situat al departament de Calvados i a la regió de Normandia. L'any 2007 tenia 157 habitants.

## Demografia

### Població
El 2007 la població de fet de Lessard-et-le-Chêne era de 157 persones. Hi havia 64 famílies de les quals 16 eren unipersonals (12 homes vivint sols i 4 dones vivint soles), 20 parelles sense fills, 24 parelles amb fills i 4 famílies monoparentals amb fills.
La població ha evolucionat segons el següent gràfic:
Habitants censats

### Habitatges
El 2007 hi havia 128 habitatges, 67 eren l'habitatge principal de la família, 42 eren segones residències i 19 estaven desocupats. 108 eren cases i 16 eren apartaments. Dels 67 habitatges principals, 55 estaven ocupats pels seus propietaris, 6 estaven llogats i ocupats pels llogaters i 6 estaven cedits a títol gratuït; 2 tenien dues cambres, 6 en tenien tres, 18 en tenien quatre i 41 en tenien cinc o més. 51 habitatges disposaven pel capbaix d'una plaça de pàrquing. A 28 habitatges hi havia un automòbil i a 34 n'hi havia dos o més.

### Piràmide de població
La piràmide de població per edats i sexe el 2009 era:
| Homes | Edats   | Dones |
| ----- | ------- | ----- |
| 0     | 95 o +  | 0     |
| 0     | 90 a 94 | 0     |
| 0     | 85 a 89 | 4     |
| 0     | 80 a 84 | 0     |
| 4     | 75 a 79 | 4     |
| 0     | 70 a 74 | 4     |
| 0     | 65 a 69 | 4     |
| 4     | 60 a 64 | 0     |
| 4     | 55 a 59 | 0     |
| 4     | 50 a 54 | 8     |
| 20    | 45 a 49 | 12    |
| 8     | 40 a 44 | 12    |
| 4     | 35 a 39 | 4     |
| 4     | 30 a 34 | 4     |
| 4     | 25 a 29 | 4     |
| 4     | 20 a 24 | 8     |
| 12    | 15 a 19 | 8     |
| 8     | 10 a 14 | 0     |
| 8     | 5 a 9   | 8     |
| 4     | 0 a 4   | 8     |

## Economia
El 2007 la població en edat de treballar era de 114 persones, 89 eren actives i 25 eren inactives. De les 89 persones actives 85 estaven ocupades (46 homes i 39 dones) i 4 estaven aturades (1 home i 3 dones). De les 25 persones inactives 6 estaven jubilades, 13 estaven estudiant i 6 estaven classificades com a «altres inactius».

### Ingressos
El 2009 a Lessard-et-le-Chêne hi havia 66 unitats fiscals que integraven 158,5 persones, la mediana anual d'ingressos fiscals per persona era de 18.381 €.

### Activitats econòmiques
Dels 6 establiments que hi havia el 2007, 1 era d'una empresa de fabricació d'altres productes industrials, 2 d'empreses de construcció, 1 d'una empresa financera, 1 d'una empresa de serveis i 1 d'una entitat de l'administració pública.
Dels 2 establiments de servei als particulars que hi havia el 2009, 1 era un guixaire pintor i 1 fusteria.
L'any 2000 a Lessard-et-le-Chêne hi havia 15 explotacions agrícoles que ocupaven un total de 602 hectàrees.

## Poblacions més properes
El següent diagrama mostra les poblacions més properes.